# Instituto Tecnológico de Torreón
El Instituto Tecnológico de Torreón (ITT) es una universidad pública ubicada en la ciudad de Torreón. El Instituto Tecnológico de Torreón forma parte del Tecnológico Nacional de México. Hasta el año de 2004, era el Instituto Tecnológico Agropecuario Número 10 (ITA 10) y formaba parte de la Dirección General de Educación Tecnológica Agropecuaria DGETA . 
El Instituto Tecnológico de Torreón depende directamente del Tecnológico Nacional de México y de la Subsecretaría de Educación Superior, ambas pertenecientes a la Secretaría de Educación Pública. En sus aulas se ofrecen 6 ingenierías, 2 posgrados y 1 doctorado, lo que la convierte en una de la instituciones de educación más reconocidas del estado de Coahuila.[cita requerida]

## Historia
Desde el 2005 con la Reforma Educativa de Educación Superior, se incorpora a una sola Dirección General Nacional para todos los Institutos Tecnológicos, la Dirección General de Educación Superior Tecnológica (DGEST).
La escuela se denomina Instituto Tecnológico de Torreón a partir de 2005. Desde su fundación, en el año de 1976, se le conoció como "ITA 10". Ésta, desde su inicio estuvo incorporada a la Dirección General de Educación Tecnológica Agropecuaria (DGETA).

## Actualidad

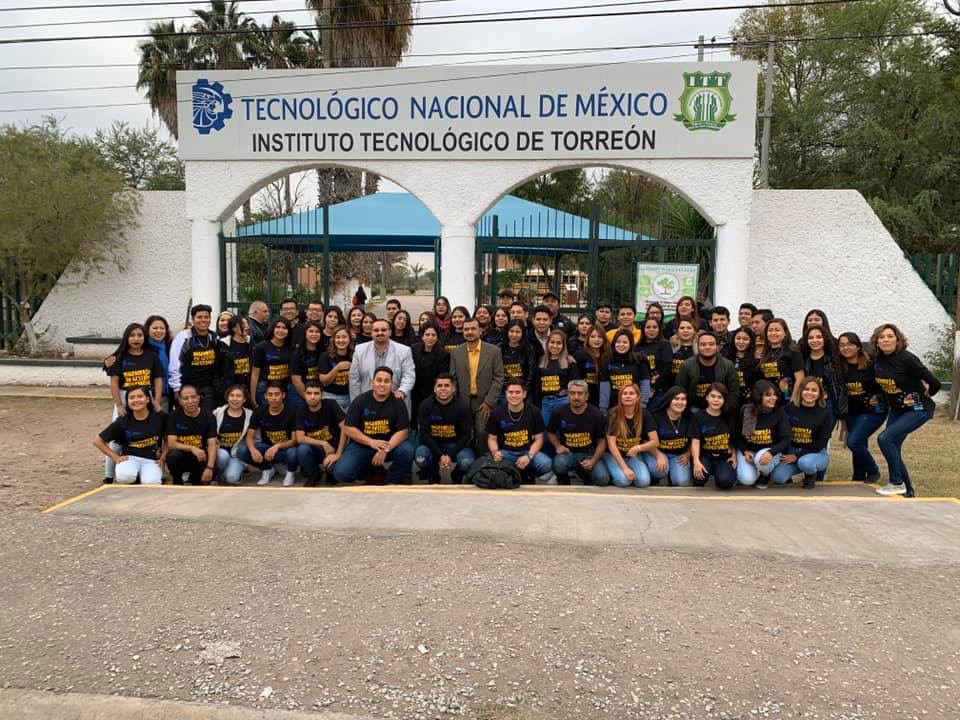
Alumnos del Tecnológico de Torreón

Logo del año 2005 del ITT

Desde el inicio de su actividad, el Tecnológico de Torreón (antes Instituto Tecnológico Agropecuario No. 10) cuenta con una serie de símbolos donde se concentran todos sus valores como institución, ya que fueron desarrollados por sus propios alumnos y empleados. 
El Tecnológico tiene por mascota a un toro. Se optó a este animal debido a su poder y presencia, elegido por los alumnos del Tec Torreón. 

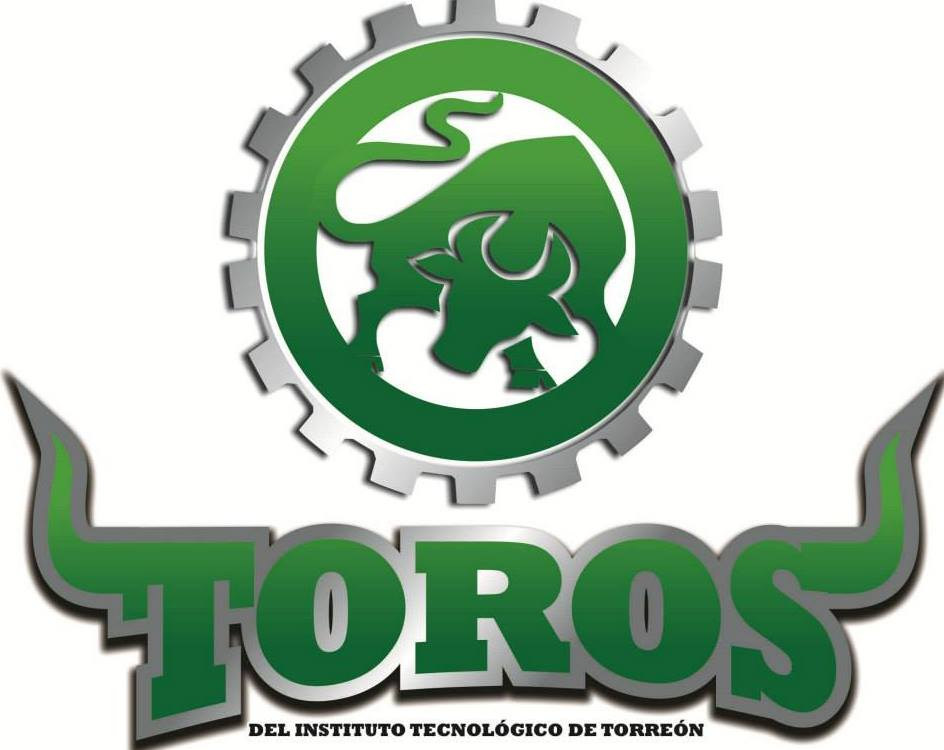
Mascota del Tecnológico de Torreón

## Oferta educativa

### Carreras básicas
El Tecnológico ofrece 6 carreras: 
- Ingeniería Informática (con especialidades de Dispositivos móviles y Redes convergentes).
- Ingeniería Logística (con especialidad de Gestión de la cadena de suministro).
- Ingeniería en Administración (con especialidad de Gestión del capital humano).
- Ingeniería en Agronomía (con especialidades de Administración sustentable de los recursos agua-suelo-planta y Producción pecuaria sustentable).
- Ingeniería en Gestión Empresarial (con especialidad de Gestión de la mejora continua e innovación).
- Ingeniería en Industrias Alimentarias (con especialidad de Sistemas de gestión e inocuidad aplicada en la industria alimentaria).

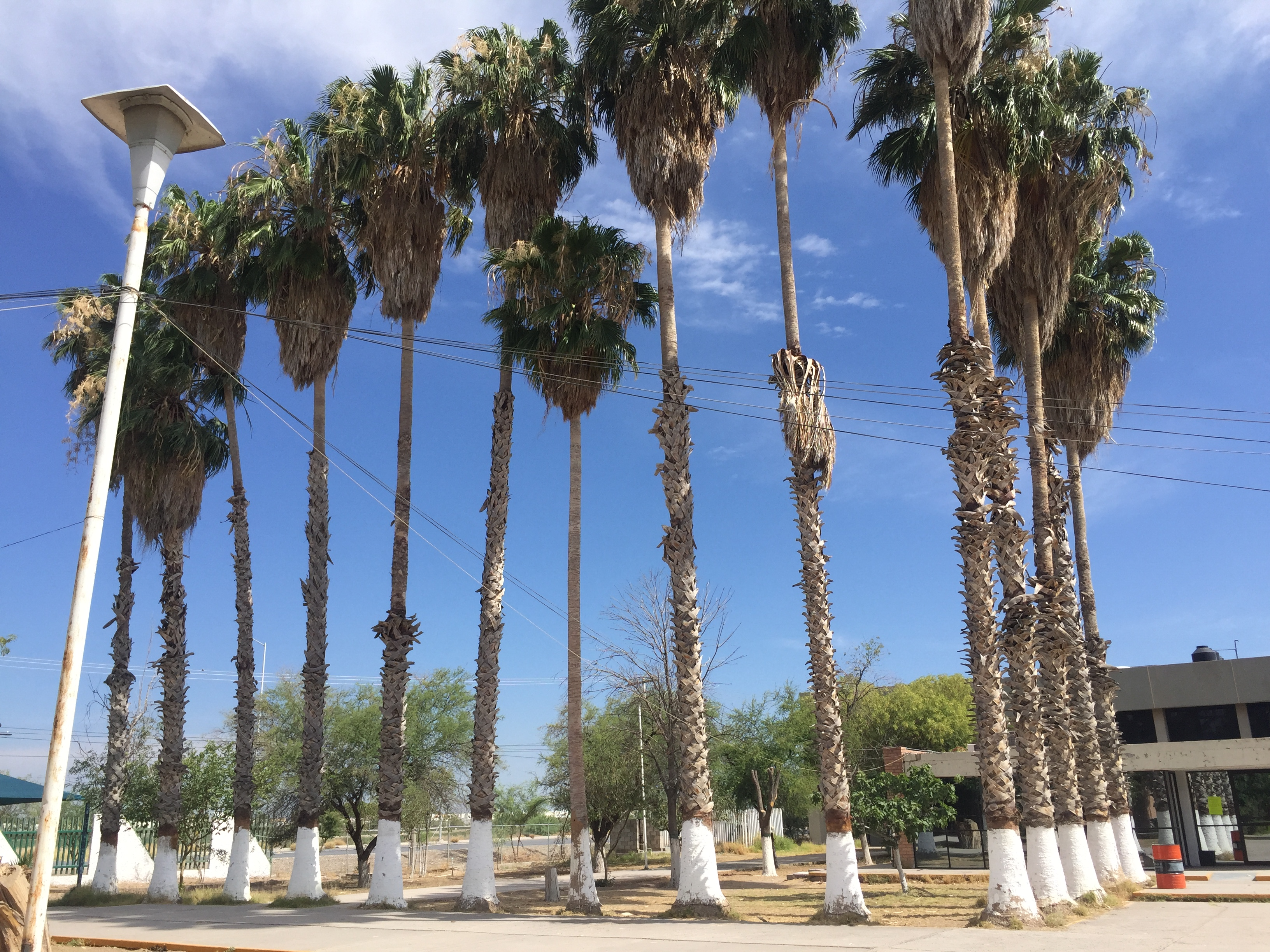
Vista del ITT

### Educación a distancia
La carrera de Ingeniería Informática e Ing. en Agronomía  también se encuentra en su modalidad a distancia, valiéndose de la plataforma http://edistancia.ittorreon.edu.mx/ para asistir a clases.

### Maestrías
- Maestría en Ciencias en Irrigación
- Maestría en Ciencias en Suelos

### Doctorado
- Doctorado en Ciencias, Agua y Suelos

### Idiomas
El Tecnológico cuenta con convenios para  la enseñanza de lenguas extranjeras
- Inglés